# Ectenessa spinipennis
Ectenessa spinipennis är en skalbaggsart som först beskrevs av Jean Baptiste Lucien Buquet 1860.  Ectenessa spinipennis ingår i släktet Ectenessa och familjen långhorningar. Inga underarter finns listade i Catalogue of Life.